# Dorysthenes tippmanni
Dorysthenes tippmanni är en skalbaggsart som beskrevs av Heyrovský 1950. Dorysthenes tippmanni ingår i släktet Dorysthenes och familjen långhorningar. Inga underarter finns listade i Catalogue of Life.